# علا الکویکبی
علا الکویکبی (عربی: علاء الكويكبي؛ زادهٔ ۳۰ اوت ۱۹۸۰) یک ورزشکار اهل عربستان سعودی است.
از باشگاه‌هایی که در آن بازی کرده‌است می‌توان به باشگاه فوتبال الوحده عربستان سعودی، باشگاه فوتبال الشباب عربستان سعودی، باشگاه فوتبال النصر عربستان سعودی، و تیم ملی فوتبال عربستان سعودی اشاره کرد.
وی همچنین در تیم ملی فوتبال عربستان سعودی بازی کرده است.